# Phlox adsurgens
Phlox adsurgens är en blågullsväxtart som beskrevs av John Torrey och Asa Gray. Phlox adsurgens ingår i släktet floxar, och familjen blågullsväxter. Inga underarter finns listade i Catalogue of Life.

## Bildgalleri

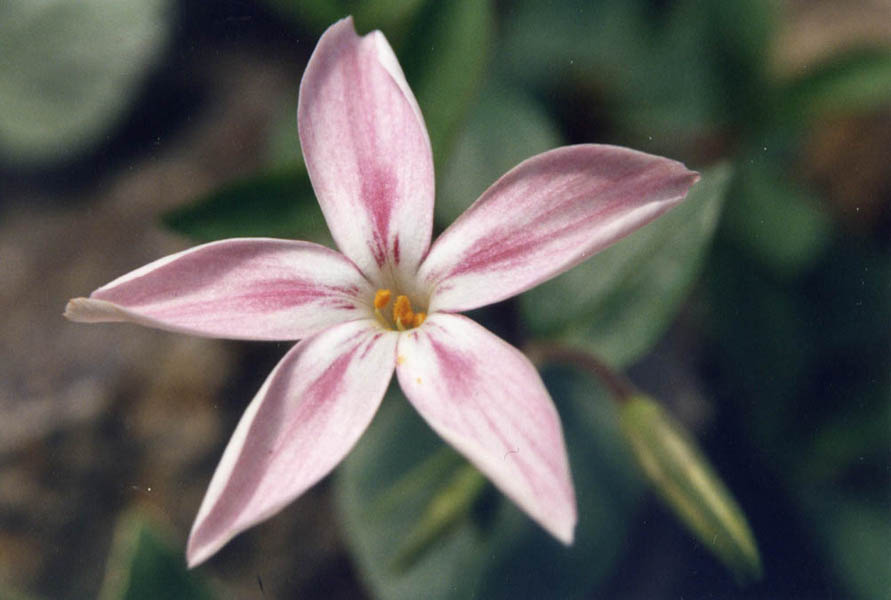
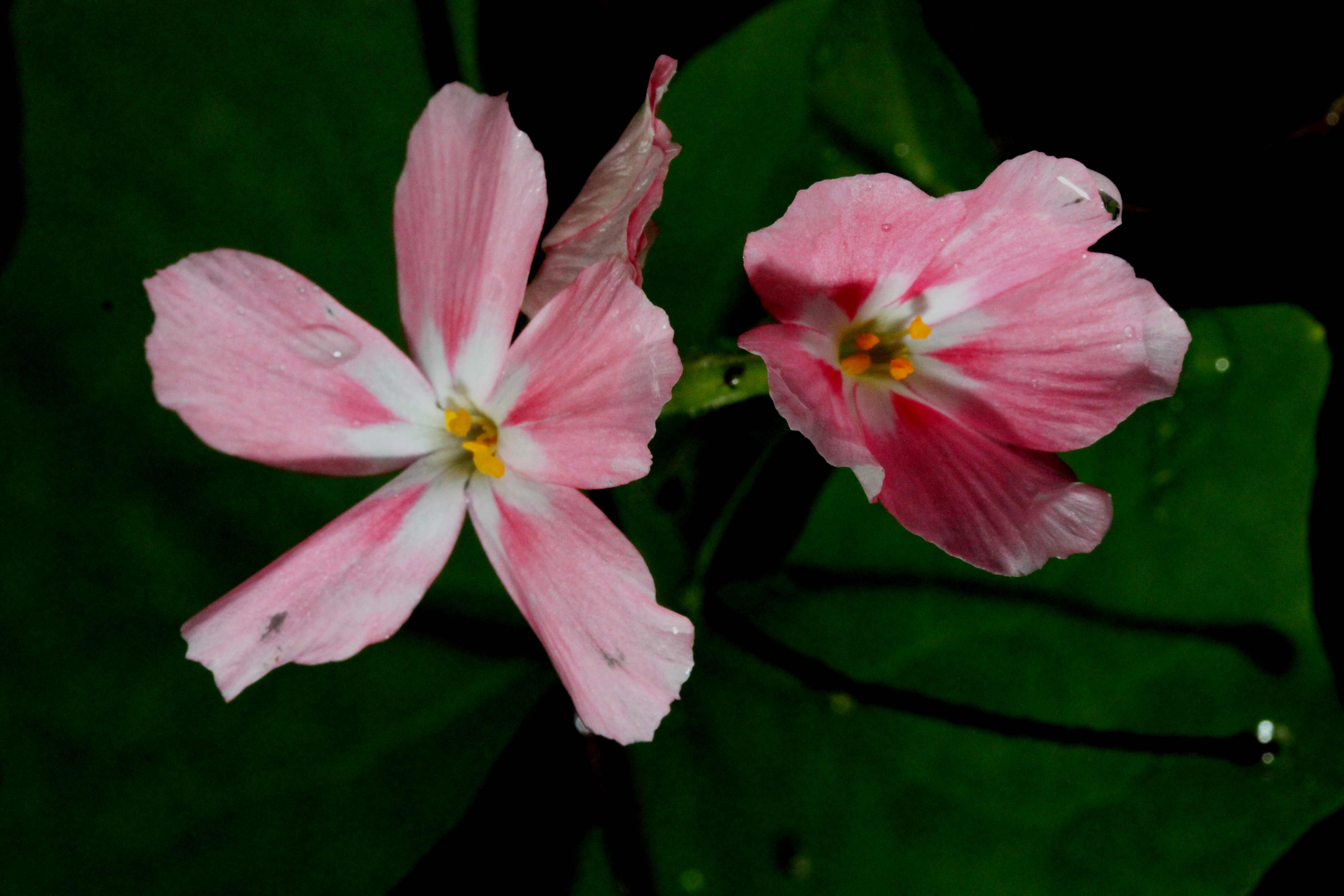
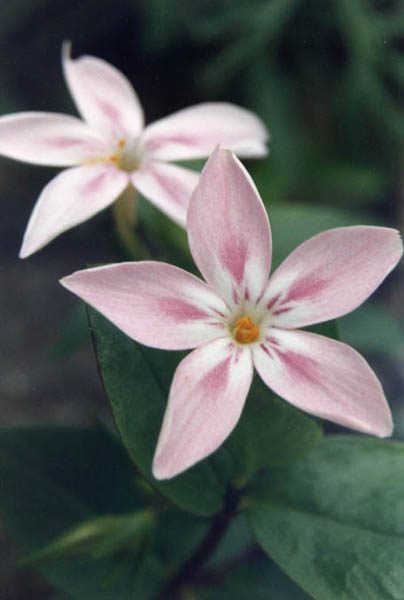